# Ромський танок
Ромський танок — танок, створені різними групами ромів. Зазвичай, передумовами до появи була інтерпретація танців навколишніх народів. Деякі види ромських танців спочатку призначалися для заробітку грошей.

## Танці за стилем виконання
За манерою виконання танці можна розділити на табірний, сценічний, вуличний та салонний.
Табірну манеру танцю відрізняє безсистемність та різноманітність рухів, розрахунок на демонстрацію віртуозності перед одноплемінниками. У такій манері танцюють у своєму колі: на сімейних святах, удома, на дискотеках.
Сценічна манера розрахована на естрадне та театральне виконання та, внаслідок, велику відстань до глядача, видовищність. Виконується артистами.
Салонний танець — фактично варіація сценічного, розрахована на відсутність сцени, порівняно невеликий замкнутий простір. Виконується артистами, в ресторанах, вдома у клієнта та в подібних місцях.
Вулична манера танцю з'явилася при вуличному виконанні танцю і є попередником сценічної манери. В цей момент так називається імпровізаційна манера танцю, що поєднує в собі елементи салонного і табірного танцю, розрахована на можливість вибрати оптимальні рухи з урахуванням обстановки, що склалася: кількості глядачів і відстані до них, доступного простору, особливостей підлоги, покриття вулиці, ґрунту, і музики.

## Види ромських танців

### Парний танець балканських ромів
Парний танець балканських ромів неконтактний, він танцюється на помітній відстані партнерів один від одного. Під час танцю вони кілька разів міняються місцями, ніби проходячи коло обличчям один до одного. У румунських ромів жінка може під час танцю повернутися на місце навколо. З рухів використовуються гра ніг, чечітка, клацання пальцями при певних положеннях рук, у чоловіків — «хлопавки», у жінок може додаватися невелике потряхування стегнами.

### Хора, крича
Ромська ора — танок ромів балканських груп, запозичений у навколишніх народів. Може бути як у вигляді простого хоровода, який відрізняється одностатевістю учасників, і з різними варіаціями. У будь-якому випадку, танцюють, як правило, лише дівчата та жінки, іноді — лише юнаки та чоловіки.

### Ромський танок живота

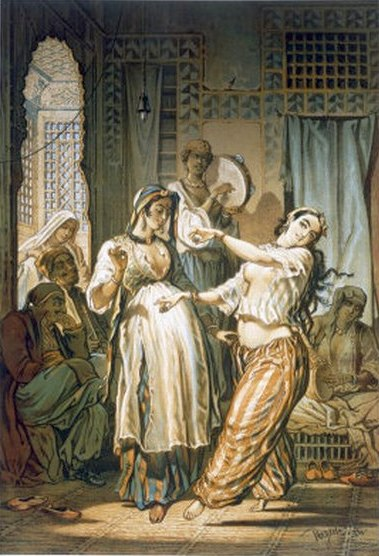
Ромська танцівниця (1862)

Танець живота для заробітку зазвичай виконують роми (на Балканах та Туреччини) і роми-дом.
На думку очевидців, їх танці простіше і дещо різкіше за звичайні східні танці і засновані на не надто складному і різноманітному потряхуванні стегнами. У балканських ромів тремтіння стегнами супроводжується виразною грою рук, може поєднуватися з клацанням пальців, обертаннями і типовими балканськими рухами ніг. Турецькі роми танцюють кілька видів танців, таких як роман хаваси, сулу кулі чифтетеллі, кючок та інші. Їхні танці часто включають невеликі акробатичні трюки і маленькі пантоміми на побутові або романтичні теми. За характером танець кокетливий і завзятий.
Як і в інших ромських та східних танцях, у ромському танці живота є такий рух, як тремтіння плечима. Можливі також варіанти танцю з шарфом або шаллю, як із покривалом.
У ромського танцю живота в мусульманських країнах є своя чоловіча партія, більш мужня та агресивна.

### Фламенко

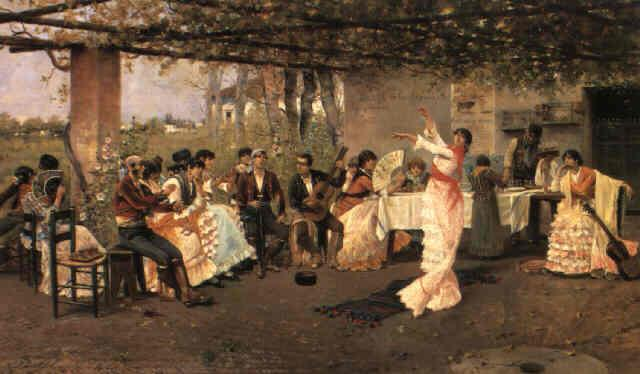
Ромське фламенко

Маючи, зокрема, мавританське і єврейське коріння, фламенко довгий час вважалося суто ромським мистецтвом.
Виконавець танцю фламенко називається байлаор.
Фламенко є насамперед професійним ромським мистецтвом і тому існує переважно у сценічній та вуличній формі.
Серед знаменитих виконавців ромського фламенко — Хоакін Кортес, Кармен Амая.

### Танок угорських ромів
Танок угорських ромів відрізняється експресивною, багатою на рухи чоловічою партією і мізерною, маловиразною жіночою.
Чоловічий танок складається з гри ніг, бавовни по ногах, клацання пальцями.

### Танок польських ромів
За свідченням дослідника ромів Єжи Фіцовського, танок польських ромів має такий вигляд:
Характерною рисою ромського танцю є його сольність; роми не танцюють ні парами, ні колективно. У чоловічому танці, швидкому, маневреному, стрімкому, танцівник відбиває ритм підборами, супроводжуючи ударами долонь об стегна, гомілки та підошви. Танок жінки менш незграбний, м'якший, більш плавний. Танцівниця перебирає ногами майже на місці, трохи рухаючись вперед і в бік, стан лишається у вертикальному положенні, а рухливі, власне, лише плечі, руки, долоні, що піднімаються над головою, симетрично опускаються, складаються разом і розриваються викиданням вперед. Ромські танцівниці зосереджену увагу звертають на гру долонь та пальців, збираючи їх, розправляючи та створюючи з них різні фігури, знайомі нам з індійських статуеток. Одна з типових фігур ромського танцю жінок така: під час зростання темпу мелодії руху рук стають дедалі швидшими, поки, нарешті, в кульмінаційний момент не зупиняються і не опадають вниз, а плечі танцівниці при цьому починають тремтіти, як в екстазі.

### Танець російських ромів
Особливістю цього танцю є композиція (яка в табірній манері може бути відсутня): поступове наростання темпу, від повільного на початку до дуже швидкого, енергійного наприкінці. Особлива увага приділяється складній грі ніг.
У чоловічому танці характерний рух — швидке, ритмічне похлопування себе. У жіночому — граціозні, виразні рухи рук, тремтіння плечима.
Для сценічної версії жіночого танцю характерні також гра пальцями, запозичена із фламенко та східних танців, широкі, фігурні помахи спідницею, партер.
У багатьох рухах досі простежується російське коріння, наприклад, у таких елементах, як тропак.
- Борис Санкін
- Ляля Чорна
- Земфіра Перлова
- Ганга Баталова
- Владислав Нікольський

### Ромська угорка
Ромська угорка також є танцем російських ромів, але молодшим. Він ґрунтується на чечітці.

## Галерея

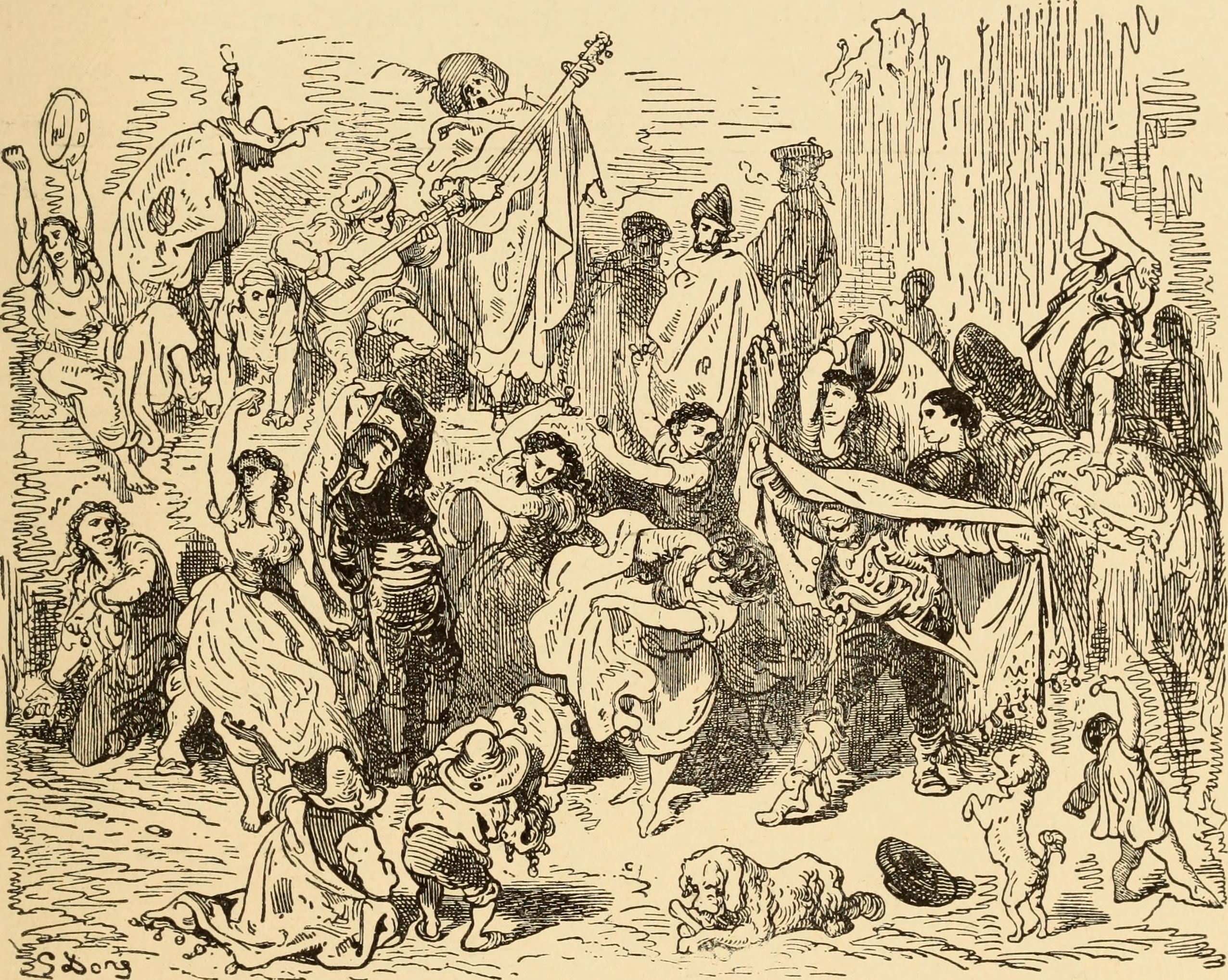
Іспанські роми (1889)
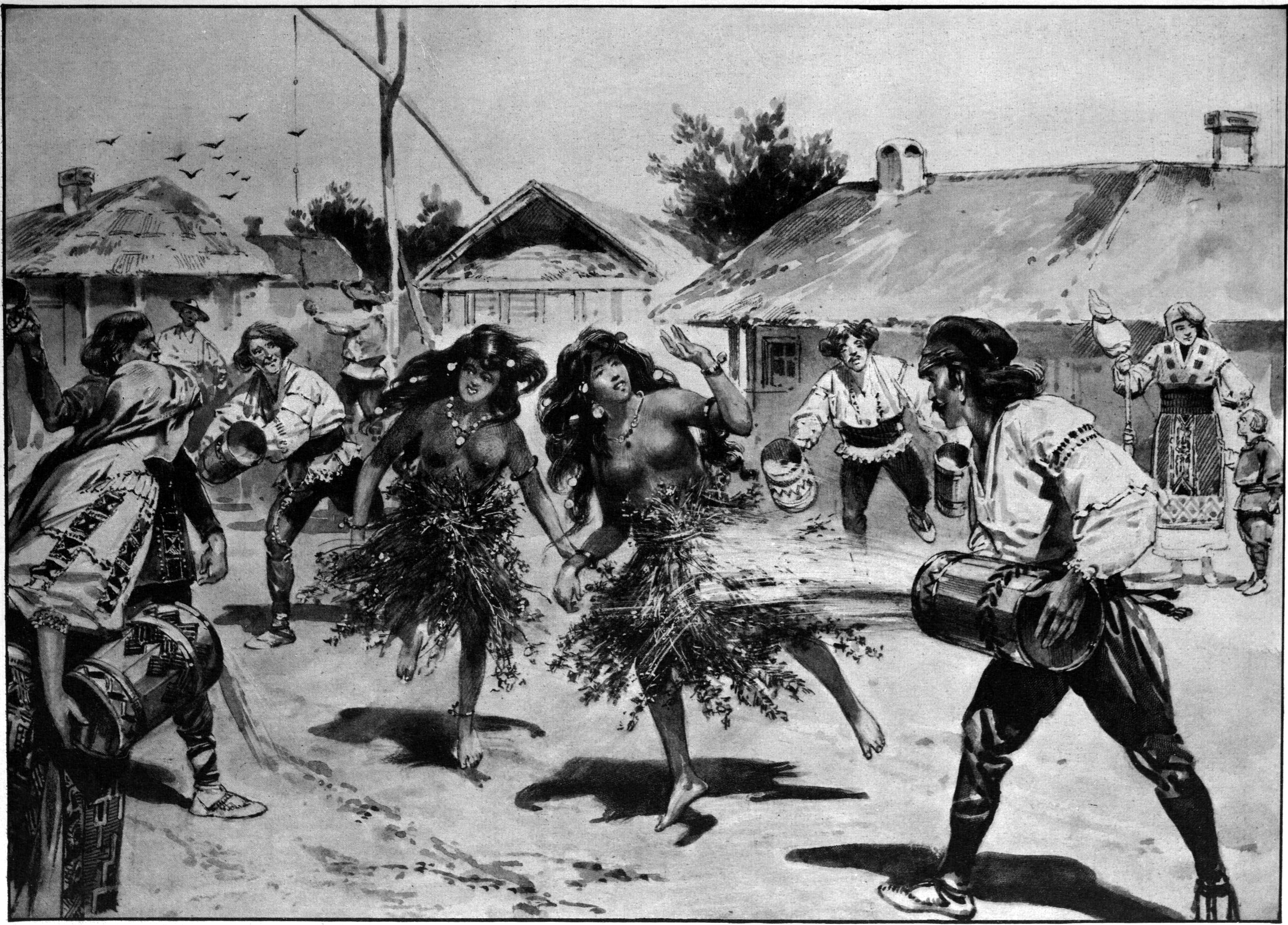
Скликання дощу в Румунії: циганське заклинання для забезпечення врожаю кукурудзи (1905)
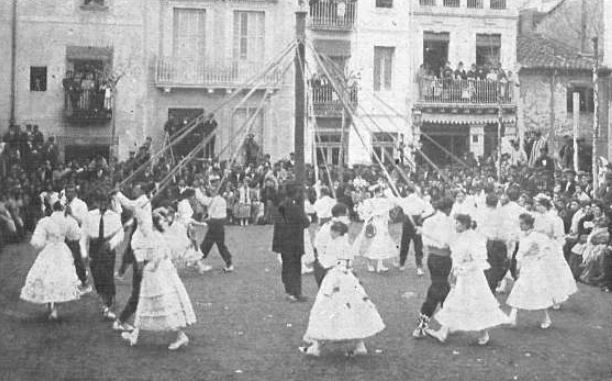
Танець ромів із Гарріги на каталонській ілюстрації № 195 (2-й період) (24/2/1907)
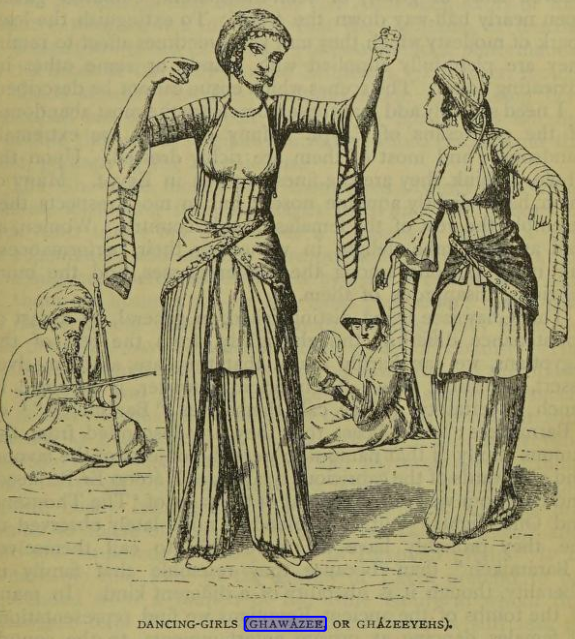
Балканські ромки (1909)
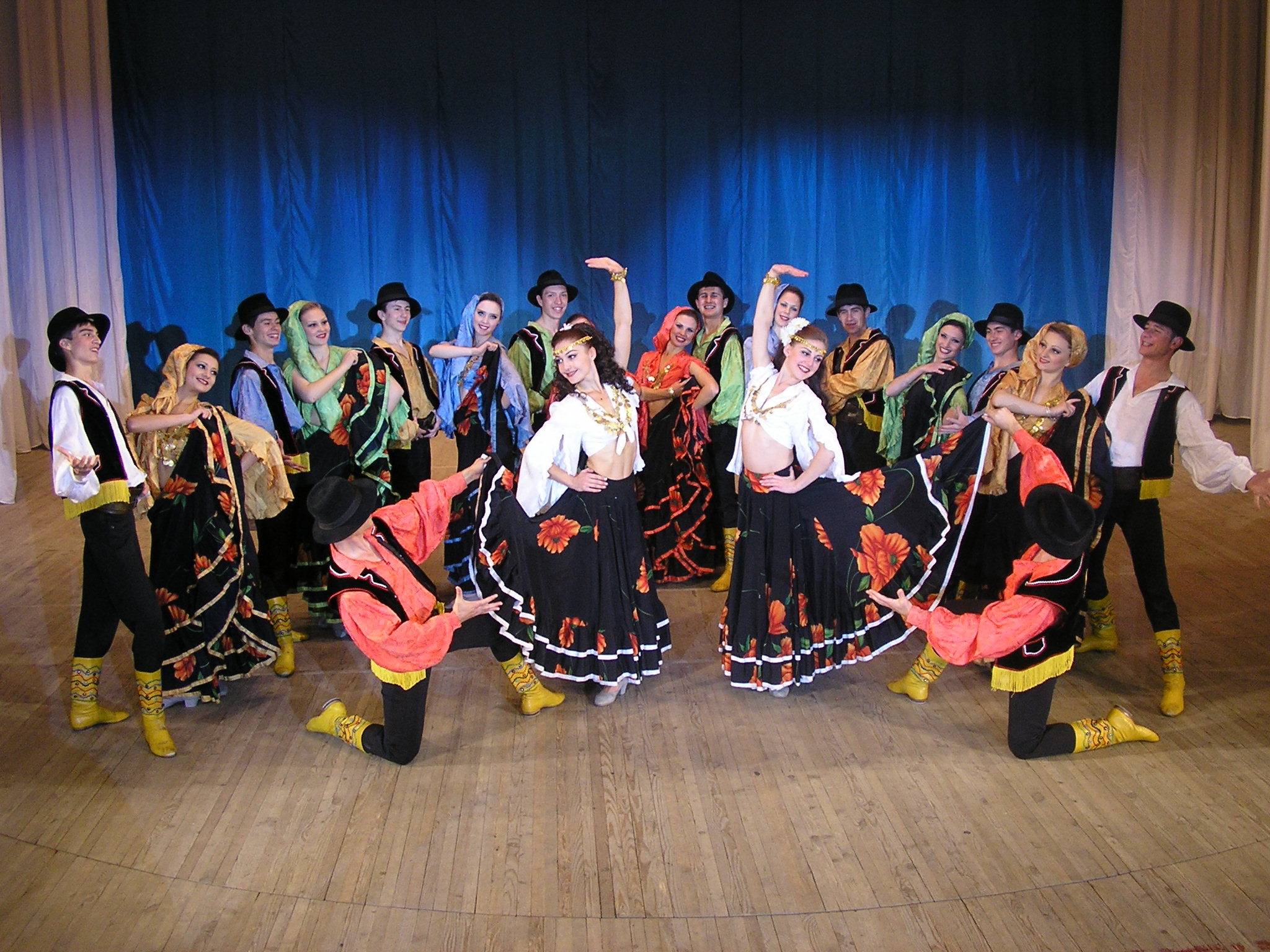
Ромський танок у виконанні ПГАТіНМ «Віоріка»
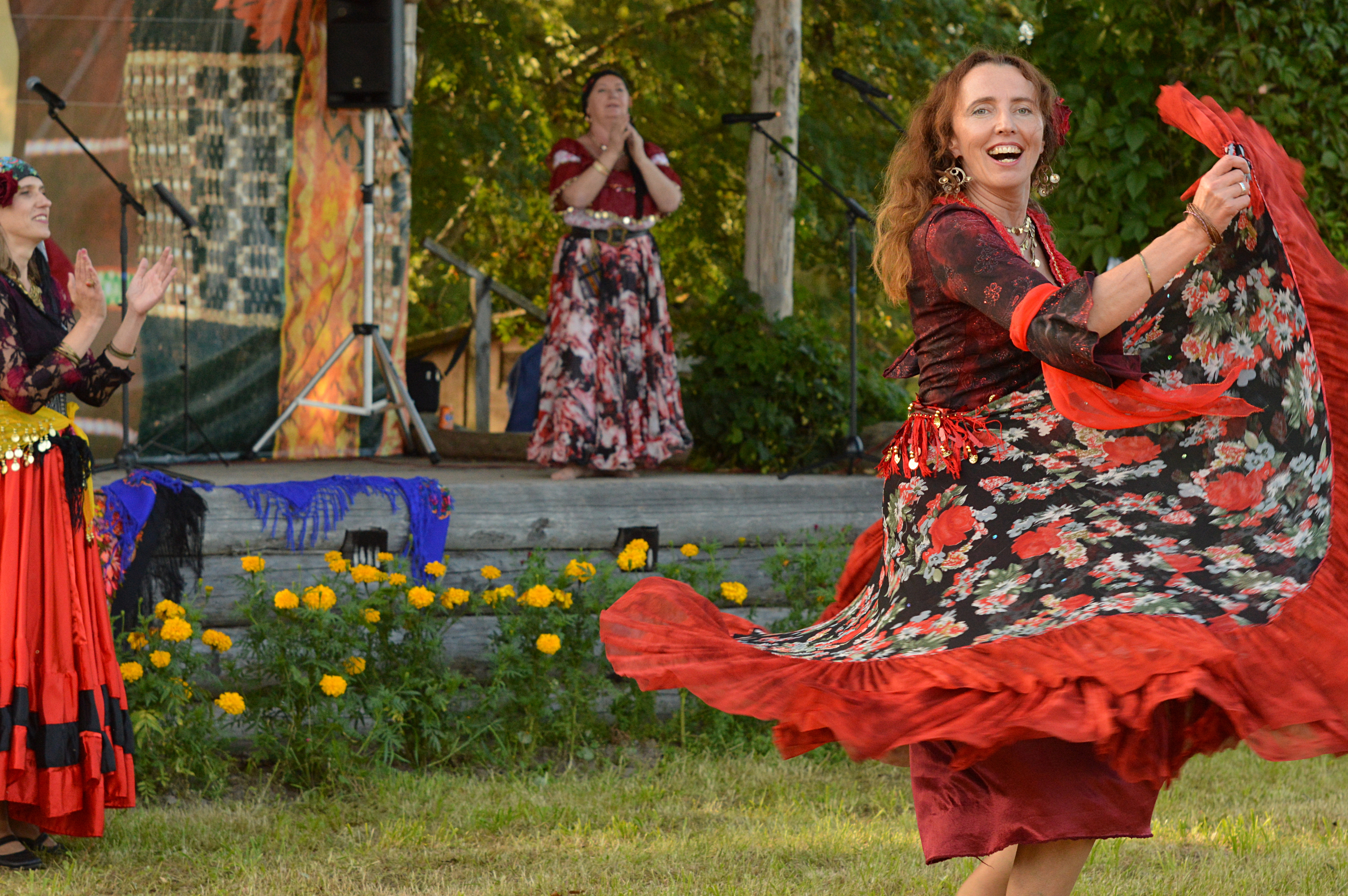
Фестиваль культури сето на Радаї. Малярка, російська циганська танцювально-пісенна група, що діє в Тарту (2016)
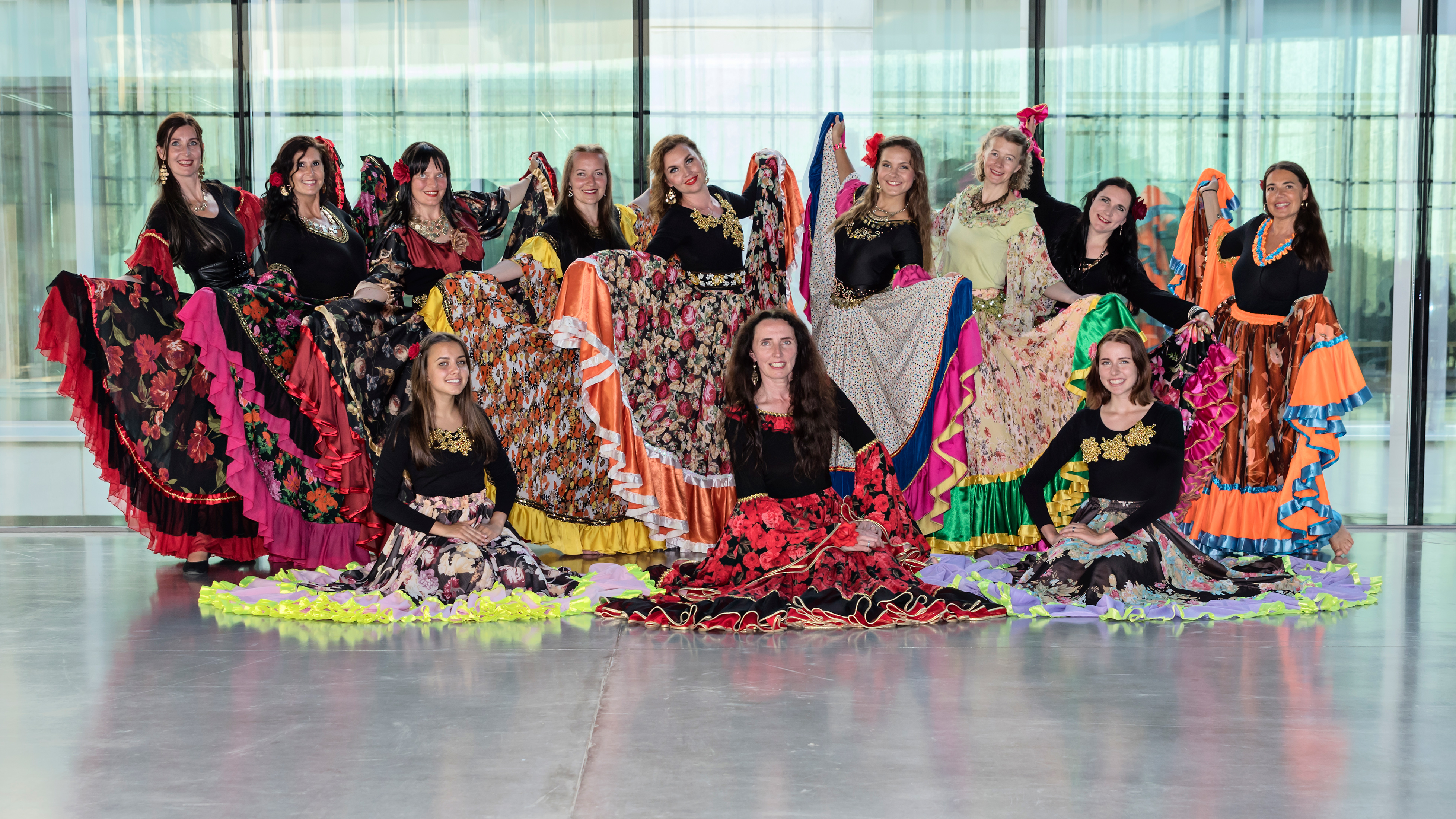
Ансамбль циганського танцю Ромашка, Есторн